# Ma'abarot

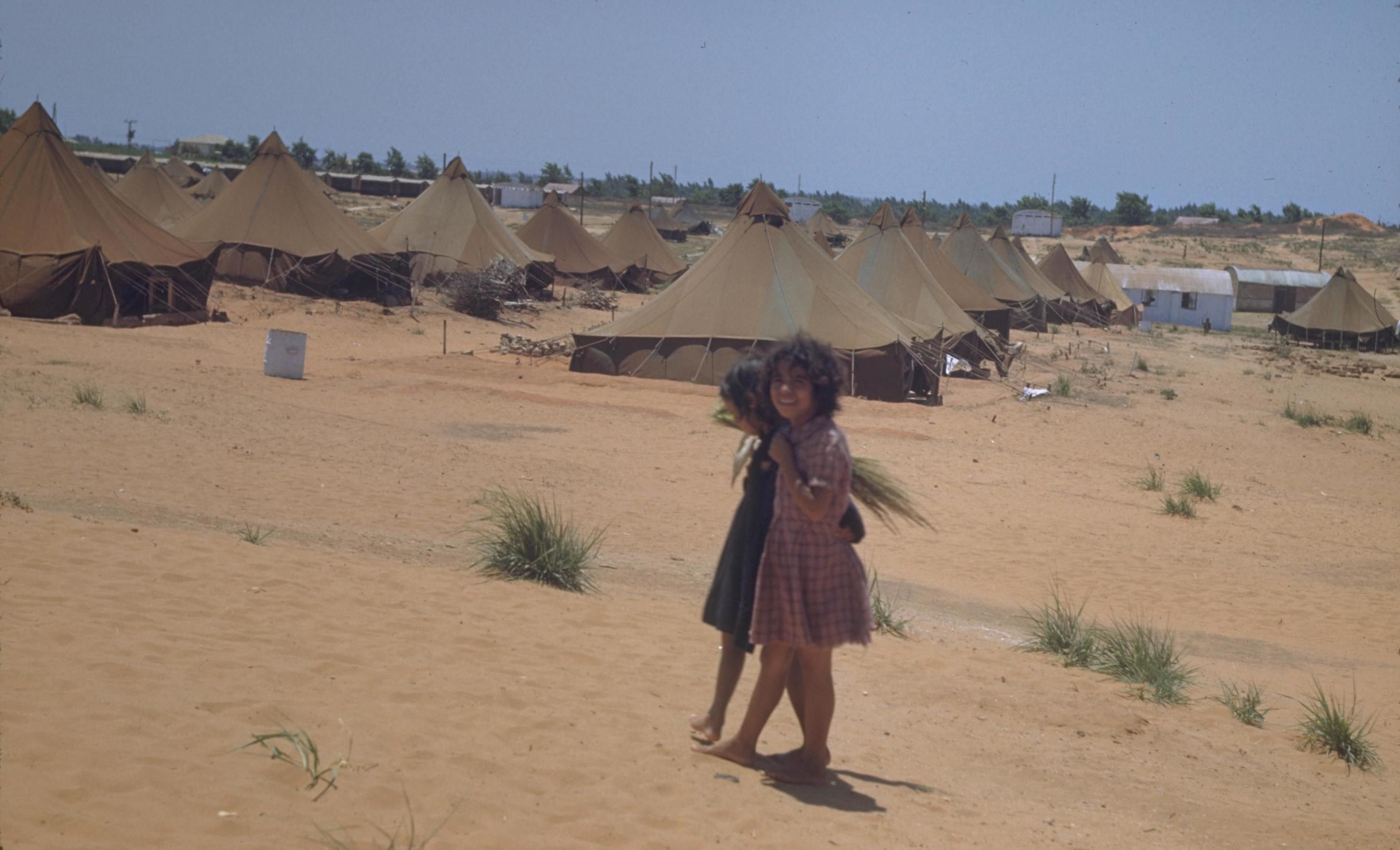
Des fillettes dans la ma’abarah de Beit Lid, 1950.

Les ma’abarot ((he) מעברות), au singulier ma’abarah étaient des camps de transit établis en Israël qui accueillirent dans les années 1950 jusqu'à 250 000 réfugiés juifs. Les conditions de vie précaires dans ces camps ont laissé une empreinte dans la mémoire collective israélienne, en particulier dans celle des juifs originaires des pays arabes et musulmans, qui y étaient les plus nombreux.
Le mot hébreu ma’abarah dérive du mot ma’avar, transit en français. 

## Histoire

### Contexte
Ces camps ont été établis à la suite de la fondation d'Israël en 1948 pour accueillir de manière temporaire principalement des réfugiés juifs des pays arabes et - quoique dans une moindre proportion - des réfugiés d’Europe survivants de la Shoah, à un moment où il n'y avait plus d'habitations en nombre suffisant pour les Israéliens : « Cent mille des nouveaux immigrants arrivés dans l'Etat juif libre furent installés dans les maisons vacantes des Arabes [palestiniens] qui venaient de fuir Jaffa, Haïfa, Acre, Ramla et Lydda. Des dizaines de milliers d'arrivants furent installés dans des villages palestiniens fantômes dont les maisons de pierre étaient jugées habitables. Mais au début des années 1950 les propriétés abandonnées ne pouvaient plus résoudre le problème aigu créé par ce flot humain ». Les importantes confiscations d’immeubles appartenant à des Arabes par le biais de la loi sur la propriété des absents ne suffisant pas (170 000 personnes étaient ainsi logées fin juillet 1948 ), des camps de transit ont été créés.

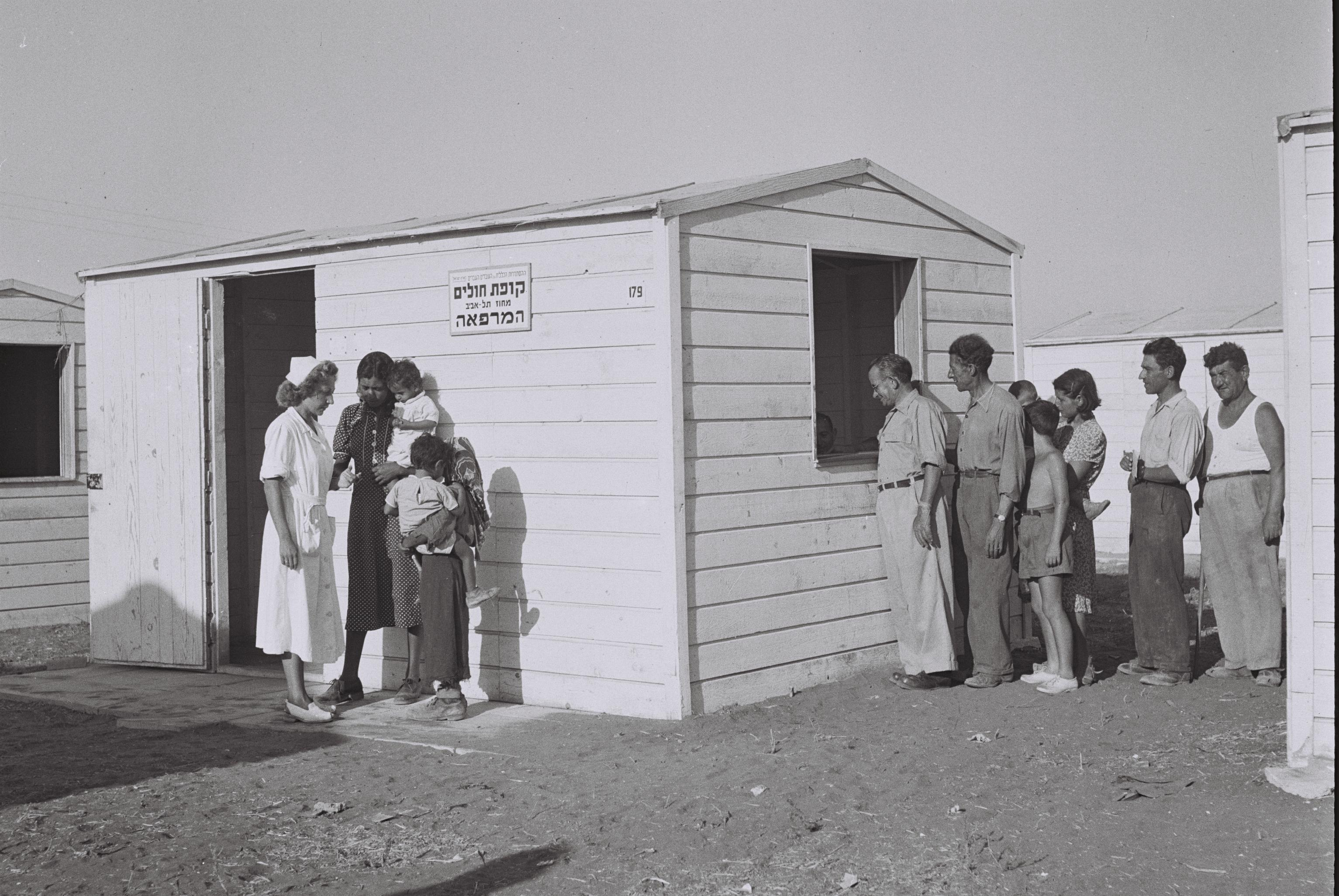
Les résidents d'une maabara faisant la queue devant un dispensaire

### Réfugiés
À la fin de 1949, il y avait 90 000 personnes résidant au sein des ma’abarot ; fin 1951, on dénombrait 220 000 personnes réparties dans environ 125 camps ; l’arrivée de 130 000 Juifs irakiens en Israël dans les années 1950 a porté la proportion de ces Juifs au sein des ma’abarot à un tiers. En 1951, les résidents des camps de transit forment le cinquième de la population d'Israël, qui comptait alors 1 400 000 habitants.
Plus de 80 % des résidents sont d'origine orientale.
« Entre 1956 et 1958, 22,5 % de réfugiés juifs polonais furent assignés dans des régions plus hospitalières de la côte, contre 8,5 % seulement de réfugiés juifs nord-africains ». Les réfugiés européens trouvaient de meilleurs logements grâce à des contacts personnels qui faisaient défaut aux réfugiés des pays arabes et musulmans ; et les yiddishophones bénéficiaient d'une préférence sur le marché de l'emploi. Les problèmes de logement ont rapproché les juifs originaires d'Afrique du Nord et du Moyen-Orient, créant une culture commune, et contribuant à tracer une frontière ethnique en Israël entre juifs européens et juifs mizrahim.

### Conditions de vie
« Les camps de tente puis de préfabriqué, où chaque famille dispose en moyenne de 16 m2, sont censés offrir une solution provisoire aux immigrants sans ressources ; mais faute de travail, beaucoup vont y végéter plusieurs années ».

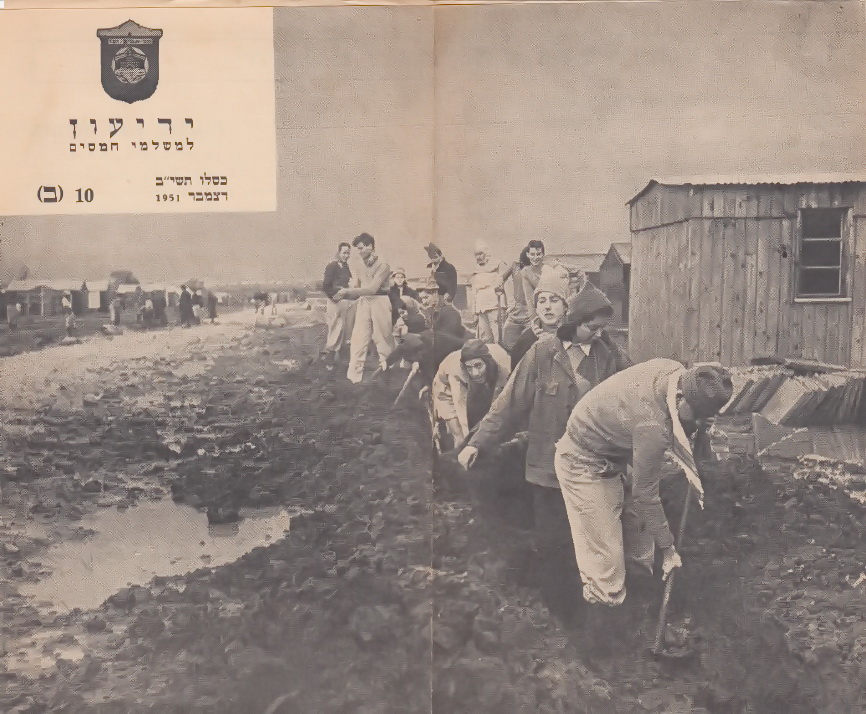
Des résidents d'un camp de transit pendant les jours pluvieux de l'hiver 1951 évacuent les eaux autour de leurs habitations

Comme les baraquements sont temporaires, il n'y a ni eau courante ni électricité. Les conditions de vie sont difficiles. Selon le témoignage d'un journaliste, dans le camp de Migdal-Gad, on comptait deux robinets pour 1000 personnes, les douches ne fonctionnaient pas, et avaient été transformées en toilettes ; les toilettes, sans plafond, étaient infestées de mouches. « Les vivres manquent et les maladies sont fréquentes ». « En 1950, un des principaux camps accueillent 15 000 yéménites, dont presque la totalité est atteint de trachome et la mortalité est très élevée ».
Des écoles primaires ont été construites dans ces camps. Mais il fallait se rendre en ville pour une scolarité dans le secondaire. L'insuffisance des moyens de transport, les difficultés liées au changement de langue, et les conditions de vie éprouvantes dans les ma'abarot ont rendu parfois impossible pour les jeunes résidents des camps la poursuite d'études secondaires. Cela a hypothéqué leurs chances d'insertion sociale et leur avenir économique.
Les camps proposaient des services médicaux, qui ont préservé le pays d'épidémies majeures pendant la période difficile des années 1950.
Un Bureau du Travail (Lishkat Avoda) était établi dans chaque ma'abara, pour proposer des emplois. Toutefois, le taux de chômage était très important. Les résidents subissaient les effets de leur isolement géographique et culturel.

### Emplacements

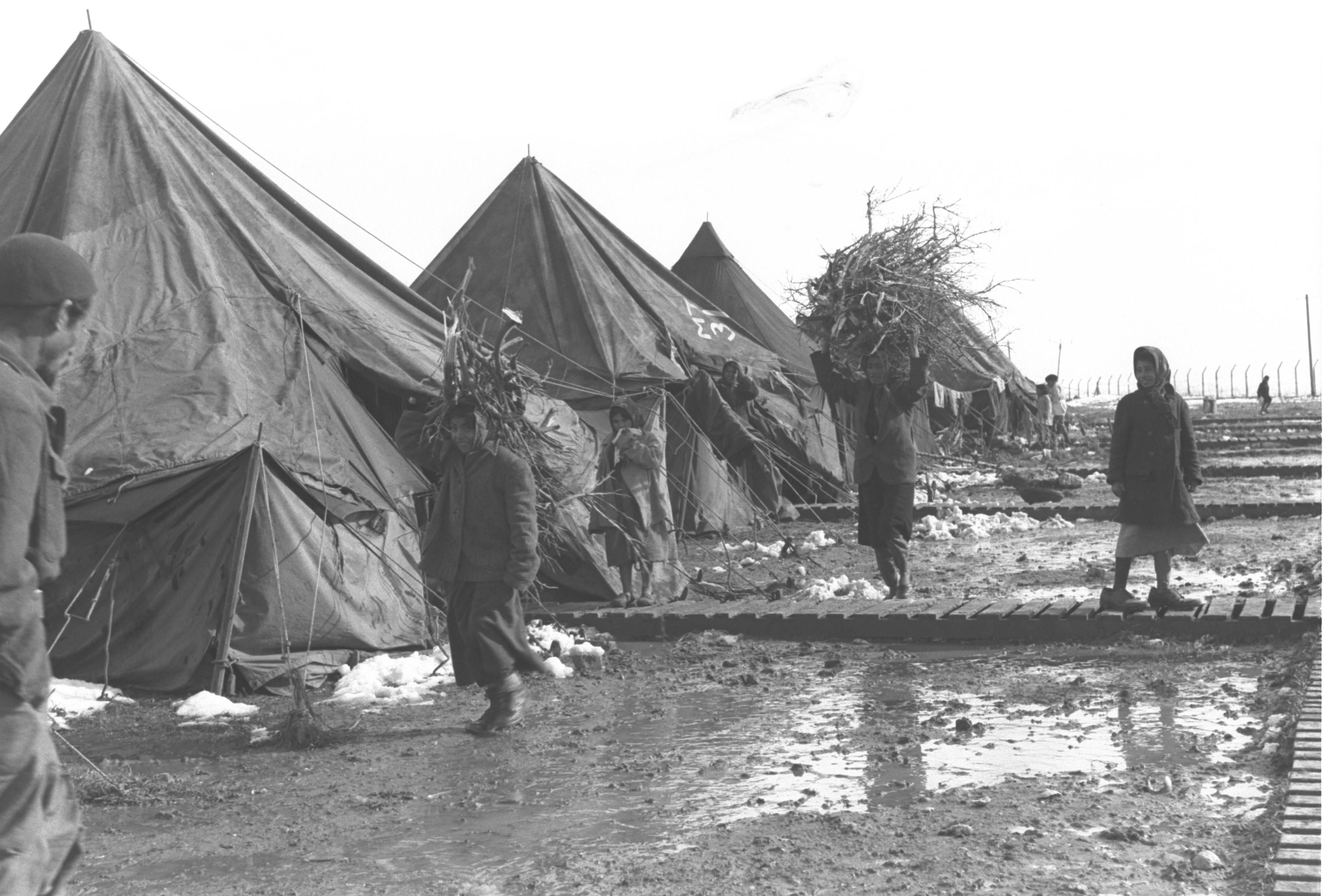
Des immigrants dans la ma'abara de Rosh Haayin (1950)

Le gouvernement israélien a choisi l'emplacement des camps de transit en fonction de plusieurs critères :
1. Le critère économique : les camps étaient situés près de zones où l'on trouvait des emplois dans les secteurs de l'agriculture et des services publics.
2. Le critère démographique : le gouvernement a privilégié des zones de faible peuplement ; le but aurait été d'éviter la surpopulation dans les grands centres urbains.
3. Le critère stratégique : les camps devaient sécuriser les frontières et les zones à faible densité de peuplement. Lors de la guerre de 1948, Israël avait connu une expansion au-delà des limites prévues pour l'Etat juif dans le plan de partition de l'ONU. Le gouvernement a considéré que la présence d'une population israélienne était essentielle pour établir et affirmer la souveraineté d'Israël sur ces territoires et pour parer les incursions de fermiers arabes palestiniens,. Ainsi, 18 % des camps de transit furent installés dans les régions du Sud et dans le Néguev ; 27 % au Nord en Galilée et HaEmek
La moitié des camps de transit furent établis dans des zones frontalières, (voir les cartes ci-dessous).

### Transformation des lieux
Le temps passant, les ma’abarot se métamorphosèrent en véritables quartiers et furent absorbées par les villes auxquelles elles étaient attachées. Plusieurs ma’abarot sont devenues des villes à part entière, par exemple Kiryat Shmona, Sdérot, Beït Shéan, Yoqneam, Or Yehuda et Migdal HaEmek.
Le nombre de personnes résidant dans les ma’abarot commença à décliner en 1952, et les dernières ma’abarot furent fermées vers 1963.

## Témoignage

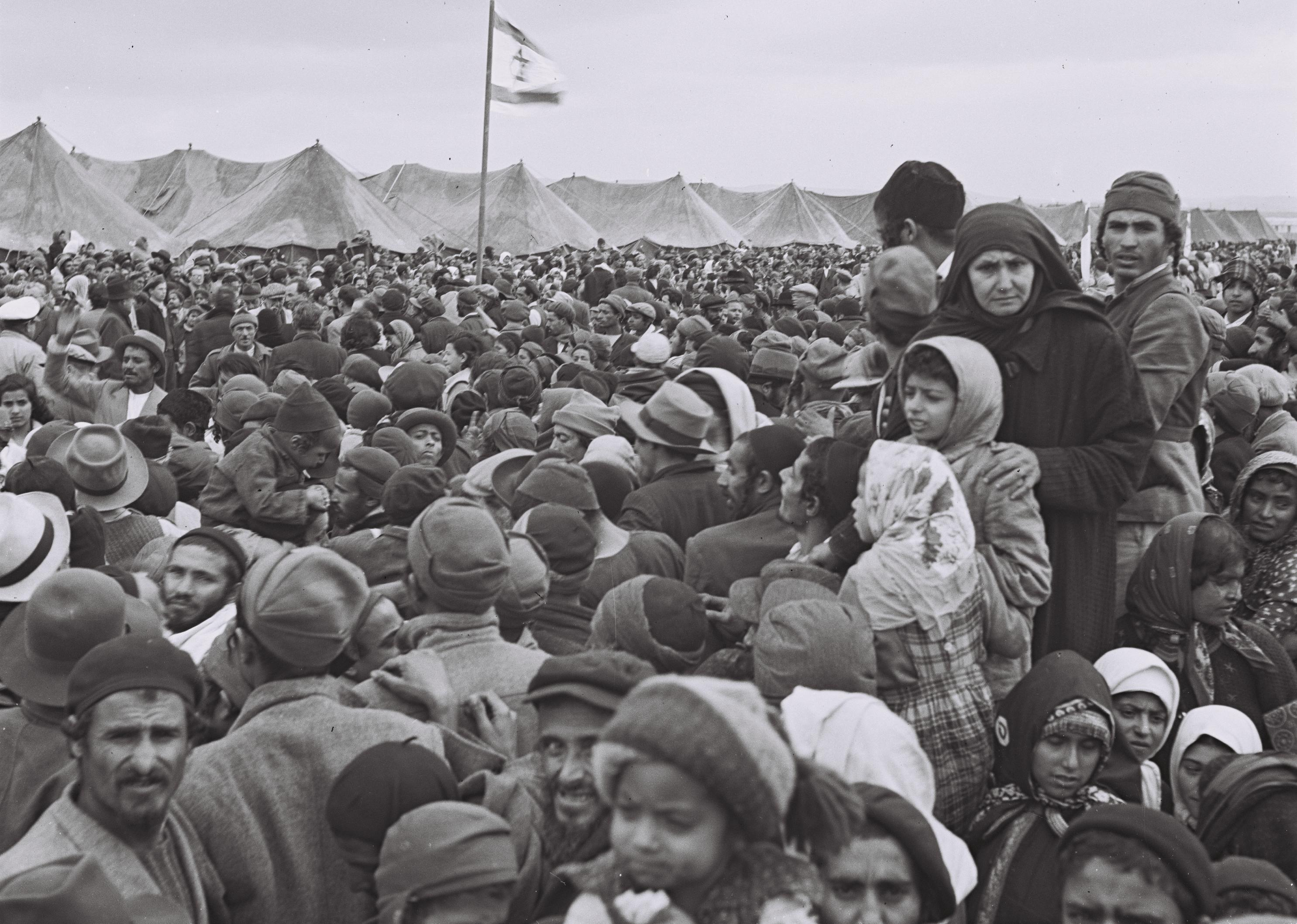
Réfugiés yéménites dans la maabara de Rosh Ha-Ayin en 1950

« Pour moi, pour ma famille, pour les centaines de milliers de nouveaux immigrants orientaux, la ma'abara - le camp de transit -, assemblage de méchantes baraques de tôle et de bois où nous serons parqués pendant de longues années, exposés à toutes les intempéries, à tous les désespoirs, la ma'abara ce sera la fin des illusions, le début de la grande déchirure, celle qui vous marque à vie », témoigne le journaliste Mordecaï Soussan, né au Maroc, dans Moi, Juif arabe en Israël, 1985.

## Au cinéma
Le film israélien Sallah Shabati (1964) d'Ephraim Kishon illustre les difficultés rencontrées par les nouveaux immigrants installés dans une ma’abarah. « En dépit de son succès commercial, Sallah Shabati fut l’objet d’âpres critiques dans la presse locale qui jugeait que le film accumulait les préjugés racistes à l’égard des Juifs orientaux. En revanche, pour ceux-là mêmes qui lui firent un triomphe, ce film, en leur octroyant une visibilité jusqu’alors inexistante, exhibait le choc des cultures et mettait à nu l’arrogance des apparatchiks ashkénazes ».
Le film israélien Tipath Mazal (« Un brin de chance »), de Zeev Revah (1992) évoque le passage dans une ma'abarah d'une jeune chanteuse juive marocaine et de sa famille. Avec la chanteuse Zehava Ben dans le rôle principal, « le film, mélodrame oriental typique, entrecoupé de chansons dans la pure tradition des films égyptiens, est un témoignage sincère et chaleureux sur cette période traumatique pour la communauté marocaine ».

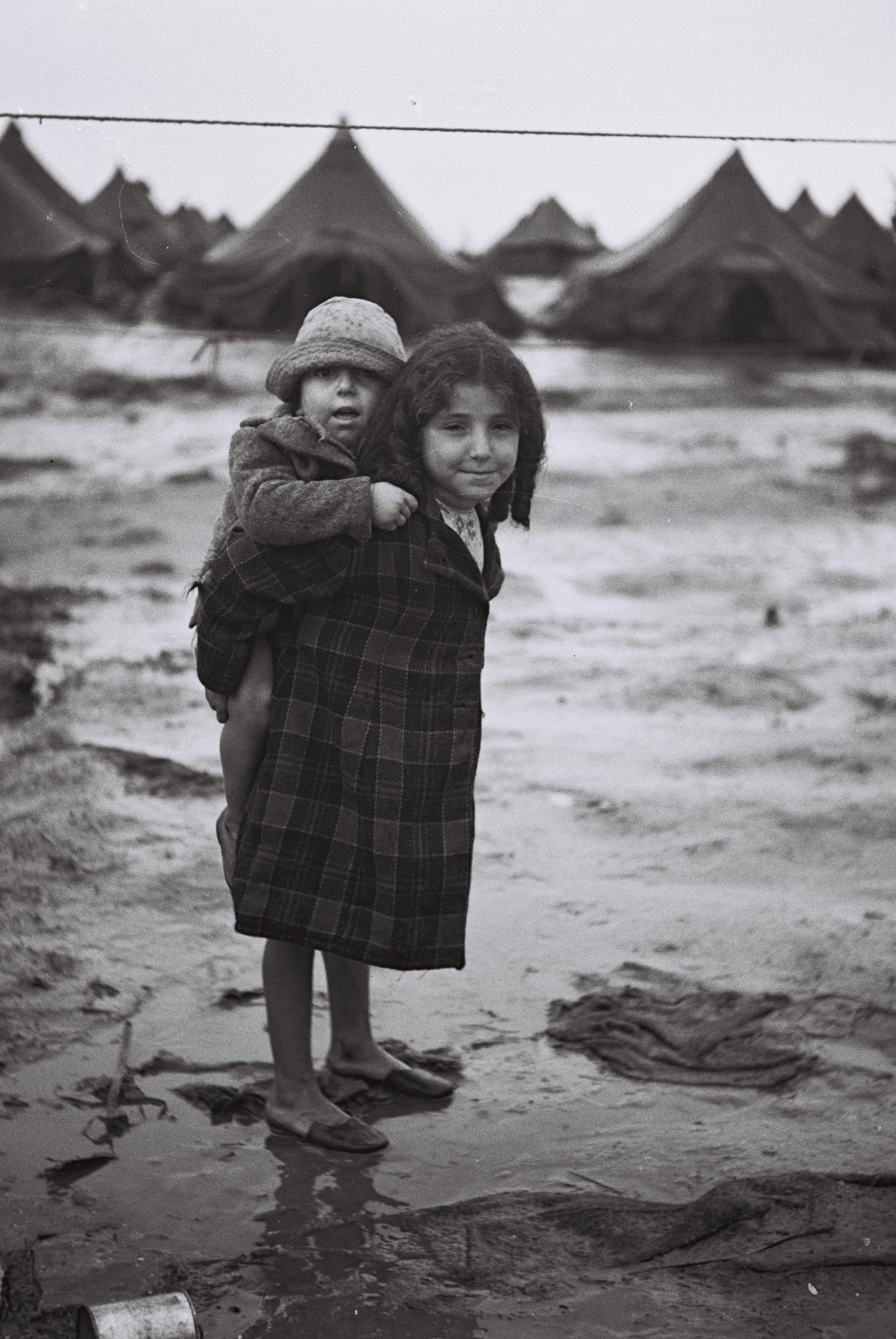
Une petite fille portant son frère traverse, les pieds dans la boue, le camp de Beit Lid

## Dans la littérature
Shimon Ballas, juif irakien né en 1930, émigré en Israël en 1951, publie Ha-ma’abara / Le camp de transit tout d’abord en arabe puis en hébreu en 1964. « Il inaugure la littérature mizrahi en 1964. On peut parler de roman radical non par sa langue ou son esthétique, mais par son contenu et son idéologie : en effet il s’agit du premier roman qui traite de nouveaux immigrants orientaux qui soit écrit par un nouvel immigrant ».
Sami Michael (he), également juif irakien né en 1926, a émigré en Israël en 1949 ; il évoque les camps de transit israéliens dans son premier roman en hébreu (ses précédents récits étaient composés en arabe), All Men are Equal – But Some are More (1974) ("Tous les hommes sont égaux, mais certains le sont plus que d'autres", More Shavim ve-Shavim Yoter). Le roman croise deux récits : l'un est centré sur la famille irakienne du héros David Asher, envoyée dans une maabara dans les années 1950, l'autre raconte le service militaire de David pendant la Guerre des Six jours de 1967. « Par ce livre Sami Michael remet en question les prémisses fondamentaux de la société sioniste - notamment l'affirmation de l'égalité pour tous ».
Dans Le Bruit de nos pas de la romancière israélienne Ronit Matalon (traduit en français en 2012 aux éd. Stock),, "la vie de l’auteure et celle de sa mère dans une baraque de la ma‘bara de Gane Tiqva sont au cœur du récit. Lucette élève ses trois enfants en gagnant péniblement de quoi vivre comme femme de ménage. Le père les a abandonnés en s’engageant dans une forme d’agitation politique."
Dans un roman de Paula Jacques, Au moins il ne pleut pas (2015), deux adolescents juifs égyptiens, emmenés en 1959 dans la ma'abara de Kiryat Soulam, à quarante kilomètres de Haïfa, fuient « les conditions de vie inhumaines de ces baraques sordides ».
Avraham Shama, juif irakien né en 1942, émigré en Israël en 1951, devenu professeur et doyen d'université aux Etats-Unis, est l'auteur d'un récit autobiographique, Finding Home: An Immigrant’s Journey. A Memoir (2016) ("Trouver un chez-soi : le voyage d'un immigrant") dans lequel il raconte notamment le traumatisme de l'exil, et les "conditions de vie dégradantes" dans les maabarot
L'intérêt de ce qu'on a pu appeler la "littérature des camps de transit" est de représenter l'histoire de la fondation d'une nation du point de vue du groupe non-hégémonique ; ces récits donnent droit de cité au regard de "l'Autre", selon l'analyse de Piera Rossetto

## Cartes

Les ma'abarot sont situées pour partie dans le massif montagneux de Galilée, frontalier du Liban, du Golan (syrien dans les années 1950) et de la Jordanie[12]
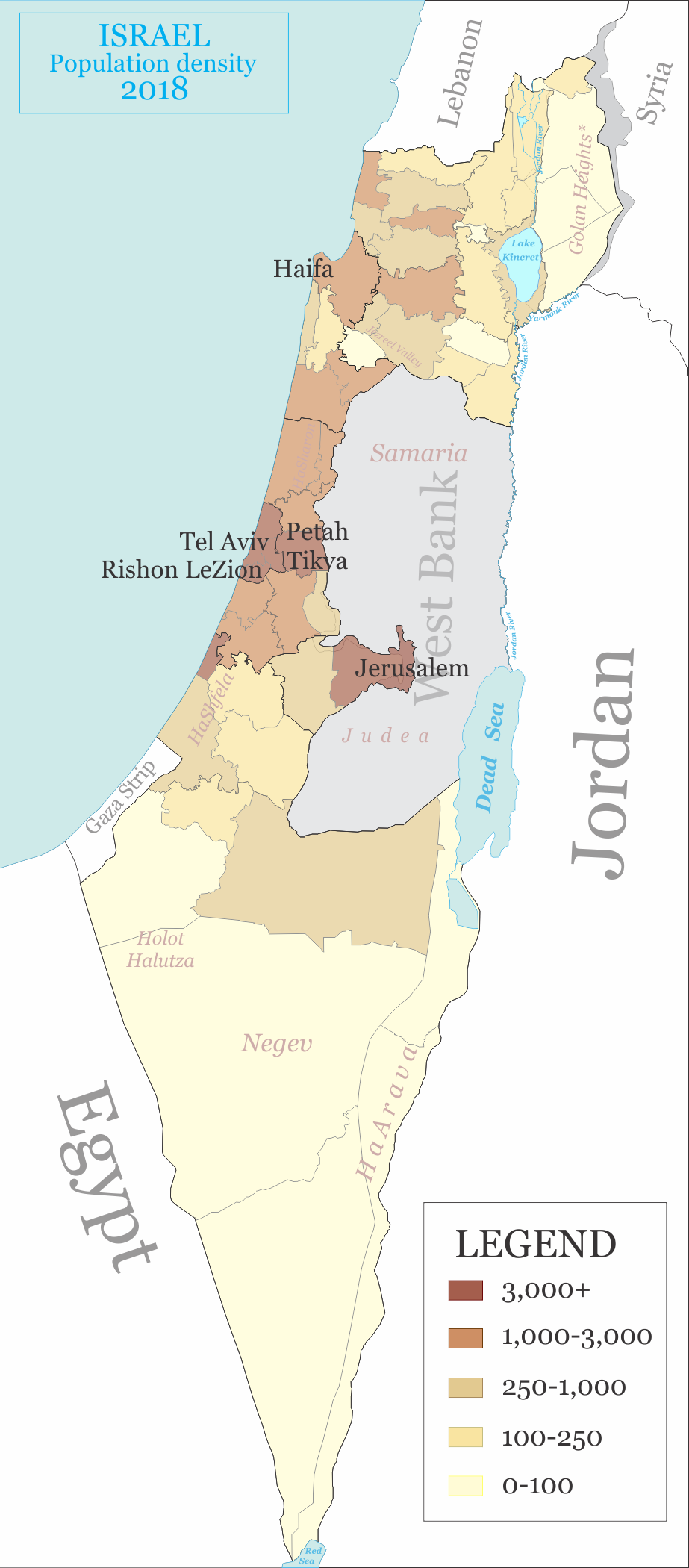
Les ma'abarot sont situées pour partie dans le Sud et le Néguev, régions frontalières de l'Égypte et de la Jordanie

On peut trouver une liste partielle d'une vingtaine de ma'abarot sur les 125 qui ont été créées en cliquant ici